# Конфієнца
Конфієнца (італ. Confienza) — муніципалітет в Італії, у регіоні Ломбардія,  провінція Павія.
Конфієнца розташована на відстані близько 500 км на північний захід від Рима, 55 км на захід від Мілана, 50 км на захід від Павії.
Населення — 1670 осіб (2014).
Щорічний фестиваль відбувається 10 серпня. Покровитель — святий мученик Лаврентій.

## Демографія
Населення за роками:

Станом на 1 січня 2023 року в муніципалітеті офіційно проживало 87 іноземців з 14 країн, серед них 28 громадян країн Євросоюзу та 12 громадян України.

## Сусідні муніципалітети
- Казаліно
- Граноццо-кон-Монтічелло
- Палестро
- Роббіо
- Весполате
- Вінцальйо